# Барагуа
Барагуа (ісп. Baraguá) — місто та муніципалітет в провінції Сьєго-де-Авіла. Адміністративний центр муніципалітету знаходиться в місті Ґаспар.

## Розташування
Барагуа знаходиться у центральній частині Куби, в 400 км на схід від Гавани. Місцевість навколо Барагуа рівнинна. Найвища точка — 12 метрів над рівнем моря, у 1 км на північ від Барагуа. Найближчий населений пункт Венесуела розташований за 18,6 км на захід від Бараґуа.

## Клімат
| Кліматограма Барагуа                                                                            | Кліматограма Барагуа | Кліматограма Барагуа | Кліматограма Барагуа | Кліматограма Барагуа | Кліматограма Барагуа | Кліматограма Барагуа | Кліматограма Барагуа | Кліматограма Барагуа | Кліматограма Барагуа | Кліматограма Барагуа | Кліматограма Барагуа |
| ----------------------------------------------------------------------------------------------- | -------------------- | -------------------- | -------------------- | -------------------- | -------------------- | -------------------- | -------------------- | -------------------- | -------------------- | -------------------- | -------------------- |
| С                                                                                               | Л                    | Б                    | К                    | Т                    | Ч                    | Л                    | С                    | В                    | Ж                    | Л                    | Г                    |
| 28 26 16                                                                                        | 45 30 16             | 38 31 18             | 136 34 18            | 280 33 20            | 244 29 21            | 217 28 21            | 243 29 20            | 253 27 21            | 198 26 22            | 65 26 19             | 26 17                |
| Середня макс. і мін. температури повітря (°C) Атмосферні опади (мм), за рік : 1773 мм. Джерело: |                      |                      |                      |                      |                      |                      |                      |                      |                      |                      |                      |

У Барагуа саванний клімат. Середньорічна температура — +24 °C. Самий спекотний місяць — травень, тоді середня температура становить 26 °C. Самий холодний — січень, з середньою температурою +21 °С. Середня кількість опадів становить 1774 мм. Найбільше вологи випадає у травні, у середньому 280 мм, а найпосушливіший — лютий, з 26 мм опадів.

## Населення
| Рік       | 2004   | 2010   |
| --------- | ------ | ------ |
| Населення | 32 408 | 32 538 |